# Fontaine-lès-Dijon
Fontaine-lès-Dijon este o comună în departamentul Côte-d'Or, Franța. În 2009 avea o populație de 9,062 de locuitori.

## Evoluția populației
| An        | 1975  | 1982  | 1990  | 1999  | 2006  | 2009  |
| --------- | ----- | ----- | ----- | ----- | ----- | ----- |
| Populație | 5,010 | 7,066 | 7,856 | 8,878 | 8,947 | 9,062 |